# 行人 (官职)
古时朝廷设名为行人的官职，专司外交事务，是秦灭六国前的官职。行，指外交使节的行为举止。行人之名始見於《周禮》。

## 歷代行人之設
行人制度，起源甚早，舜时有“纳言”，夏时有“遒人”，周时则有大、小行人之官。周代大行人：“掌大賓之禮及大客之儀，以親諸侯，春朝諸侯而圖天下之事，秋覲以比邦國之功，夏宗以陳天下之謨，冬遇以協諸侯之慮。時會以發四方之禁，殷同以施天下之政；時聘以結諸侯之好，殷覜以除邦國之慝；間問以諭諸侯之志，歸脤以交諸侯之福，賀慶以贊諸侯之喜，致禬以補諸侯之災。”；小行人：“掌邦國賓客之禮籍，以待四方之使者。令諸侯春入貢，秋獻功；王親受之，各以其國之籍禮之。凡諸侯入王，則逆勞於畿。及郊勞、視館、將幣，為承而擯。凡四方之使者，大客則擯，小客則受其幣而聽其辭。”關於《詩經》的集結，又有“行人采詩”之說。漢代行人為大鴻臚屬官，漢武帝時改稱大行令。自三國至元代，皆無行人之職。
明代行人“職專捧節奉使之事。凡頒行詔赦，冊封宗室，撫諭諸蕃，徵聘賢才，與夫賞賜、慰問、賑濟、軍旅、祭祀，咸敘差焉”。明代行人之職先於其官署行人司而設，如洪武二年(1369年)奉明太祖之命以即位詔書告諭日本的楊載，其身份即為行人。。但當時行人只是禮部屬下的臨時奉使人員，且無品級。行人司正式設立於洪武十三年(1380年)， 屬官有行人，正九品；左、右行人，從九品。不久改行人為司正，左、右行人為司副，更設行人345人。洪武二十七年(1394年)升行人司為七品衙門，因所任行人多孝廉出身，奉使往往難稱朝廷旨意，遂定設行人司官40員，司正一人，正七品，左、右司副各一人，從七品，行人37人，正八品，皆以進士為之，非奉旨不得擅遣，行人之職始重。建文中，一度罷行人司，而以行人隸鴻臚寺，永樂時恢復舊制。嘉靖中，存三十七員。萬曆九年(1582年)，裁行人5人，剩32人。

## 延伸阅读
[在维基数据编辑]
 《欽定古今圖書集成·明倫彙編·官常典·行人司部》，出自陈梦雷《古今圖書集成》